# Joanetes
Joanetes är en ort i Spanien.   Den ligger i provinsen Província de Girona och regionen Katalonien, i den östra delen av landet, 500 km öster om huvudstaden Madrid. Joanetes ligger 598 meter över havet och antalet invånare är 267.
Terrängen runt Joanetes är lite bergig.Runt Joanetes är det glesbefolkat, med 15 invånare per kvadratkilometer. Närmaste större samhälle är Olot, 8,8 km nordost om Joanetes. I omgivningarna runt Joanetes växer i huvudsak blandskog.